# XVII Всероссийский съезд Советов
XVII чрезвычайный Всероссийский съезд Советов — последний Всероссийский съезд Советов, проходивший в Москве с 15 по 21 января 1937 года, утвердивший новую редакцию Конституции РСФСР.

## Делегаты
По данным мандатной комиссии съезда:
Присутствовало 1388 делегатов.
Социальный состав делегатов:
- рабочие 47,6 %
- крестьяне 16,0 %
- прочие 36,4 %

## Рассмотренные вопросы
- Доклад о проекте Конституции РСФСР 1937 года (докладчик Калинин М. И.)

## Решения
Для рассмотрения поправок и дополнений к проекту и выработки окончательного текста Конституции съездом была образована редакционная комиссия в составе 164 чел. 21 января 1937 года, после доклада председателя редакционной комиссии М. И. Калинина, в результате постатейного голосования съездом был утверждён окончательный текст новой Конституции РСФСР 1937 года. Съезд принял постановление, обязывавшее ВЦИК 16-го созыва на основе новой Конституции РСФСР разработать и утвердить Положение о выборах, а также установить сроки выборов Верховного Совета РСФСР.